# 1600 в Україні

## Події
- Запорожці під проводом Самійла Кішки здійснили морський похід, штурмом здобули Сіноп і Трабзон. Восени вони під його рукою здійснюють вдалі походи в Молдову.
- Горохів здобув магдебурзьке право.

## Особи

### Народились
- Ян Бінвільський (1600 — після 1647) — український літописець.
- Адам Кисіль (1600—1663) — урядник, політичний і державний діяч Речі Посполитої. Один з чотирьох православних сенаторів Речі Посполитої напередодні Війни за незалежність України. Воєвода брацлавський, київський.
- Острозька Анна Алоїза (1600—1654) — представниця української аристократії, меценат, завзята прихильниця католицького обряду.
- Туптало Сава Григорович (1600—1703) — сотник макарівський і київський, козацький діяч, благодійник.
- Ян Станіслав Яблоновський (мечник коронний) — польський шляхтич, військовий та державний діяч Речі Посполитої.

### Померли
- Кампіан Павло (1527—1600) — дипломований лікар, доктор медицини, підприємець. Лавник (1571—1584), райця (1584—1599) і бурмістр Львова (1584).
- Скалозуб Семен (? — 1600) — кошовий отаман 1599 року, прославився морськими походами проти османів.

## Засновані, зведені
- Густинський монастир
- Ладанський монастир
- Адамівка (Носівський район)
- Березанка (Ніжинський район)
- Білорічиця
- Блажове
- Боромики
- Боршна
- Бузова (Бучанський район)
- Ведмедівка (Миронівський район)
- Великий Букрин
- Вертіївка (Ніжинський район)
- Верхівня
- Верхній Дорожів
- Власівка (Ічнянський район)
- Гай (Новгород-Сіверський район)
- Гірки (Новгород-Сіверський район)
- Голубівка (Прилуцький район)
- Горобіївка (Миронівський район)
- Грушів (Миронівський район)
- Держанівка (Носівський район)
- Димарка
- Дударі
- Іржавець (Ічнянський район)
- Качківка
- Кип'ячка (Миронівський район)
- Ковтунівка (Прилуцький район)
- Коритище (Миронівський район)
- Крутоярівка (Прилуцький район)
- Левки
- Левківка (Новоархангельський район)
- Лиски
- Лісконоги
- Мажугівка
- Малий Букрин
- Малі Прицьки
- Масалаївка
- Миколаївка (Прилуцький район)
- Митченки
- Михайлівка-Рубежівка
- Мільки
- Моргуличі
- Недра (Баришівський район)
- Никонівка (Срібнянський район)
- Оникіївка
- Охіньки
- Переяслівка
- Печенюги
- Пирогівці (Прилуцький район)
- Плоске (Носівський район)
- Подище
- Подільці (Самбірський район)
- Полова (Прилуцький район)
- Полонки
- Прибинь (Корюківський район)
- Рибці (Прилуцький район)
- Рівець
- Рівчак-Степанівка
- Рябці
- Соколівка (Крижопільський район)
- Стадниця (Тетіївський район)
- Стрільники (Прилуцький район)
- Тинівка
- Хвилівка
- Черниш (Україна)
- Чорнухине
- Яблунівське
- Якушинці
- Ярова Білещина